# 11026 Greatbotkin
11026 Greatbotkin eller 1986 RE1 är en asteroid i huvudbältet som upptäcktes den 2 september 1986 av den tjeckiske astronomen Antonín Mrkos vid Kleť-observatoriet i Tjeckien. Den är uppkallad efter Botkinsjukhuset i Moskva.